# Karate en los Juegos Mundiales de 2022
El Karate en los Juegos Mundiales de 2022 es uno de los deportes que forman parte de los Juegos Mundiales de 2022 celebrados en Birmingham, Alabama durante el mes de julio de 2022, y se llevó a cabo en Birmingham Southern College.

## Resultados

### Masculino
| Evento        | Oro                | Plata                | Bronce              |
| ------------- | ------------------ | -------------------- | ------------------- |
| Kata          | Kazumasa Moto      | Damián Quintero      | Gakuji Tozaki       |
| Kumite 60 kg  | Ayoub Anis Helassa | Douglas Brose        | Angelo Crescenzo    |
| Kumite 67 kg  | Vinícius Figueira  | Yves Martial Tadissi | Dionysios Xenos     |
| Kumite 75 kg  | Abdalla Abdelaziz  | Stanislav Horuna     | Dastonbek Otabolaev |
| Kumite 84 kg  | Youssef Badawy     | Nabil Ech-chaabi     | Kamran Madani       |
| Kumite +84 kg | Babacar Seck       | Anđelo Kvesić        | Taha Tarek          |

### Femenino
| Evento        | Oro                | Plata            | Bronce             |
| ------------- | ------------------ | ---------------- | ------------------ |
| Kata          | Sandra Sánchez     | Hikaru Ono       | Grace Lau          |
| Kumite 50 kg  | Junna Tsukii       | Yorgelis Salazar | Miho Miyahara      |
| Kumite 55 kg  | Anzhelika Terliuga | Ahlam Youssef    | Trinity Allen      |
| Kumite 61 kg  | Anita Serogina     | Alexandra Grande | Ingrida Suchánková |
| Kumite 68 kg  | Silvia Semeraro    | Alisa Buchinger  | Alizée Agier       |
| Kumite +68 kg | Sofya Berultseva   | María Torres     | Chehinez Jemi      |

## Medallero
| Rank                | País                | Oro | Plata | Bronce | Total |
| ------------------- | ------------------- | --- | ----- | ------ | ----- |
| 1                   | España              | 2   | 2     | 0      | 4     |
| 2                   | Egipto              | 2   | 1     | 1      | 4     |
| 3                   | Ucrania             | 2   | 1     | 0      | 3     |
| 4                   | Japón               | 1   | 1     | 1      | 3     |
| 5                   | Brasil              | 1   | 1     | 0      | 2     |
| 6                   | Italia              | 1   | 0     | 1      | 2     |
| 7                   | Argelia             | 1   | 0     | 0      | 1     |
| 7                   | Filipinas           | 1   | 0     | 0      | 1     |
| 7                   | Kazajistán          | 1   | 0     | 0      | 1     |
| 10                  | Austria             | 0   | 1     | 0      | 1     |
| 10                  | Croacia             | 0   | 1     | 0      | 1     |
| 10                  | Hungría             | 0   | 1     | 0      | 1     |
| 10                  | Marruecos           | 0   | 1     | 0      | 1     |
| 10                  | Perú                | 0   | 1     | 0      | 1     |
| 10                  | Venezuela           | 0   | 1     | 0      | 1     |
| 16                  | Estados Unidos      | 0   | 0     | 3      | 3     |
| 17                  | Eslovaquia          | 0   | 0     | 1      | 1     |
| 17                  | Francia             | 0   | 0     | 1      | 1     |
| 17                  | Grecia              | 0   | 0     | 1      | 1     |
| 17                  | Hong Kong           | 0   | 0     | 1      | 1     |
| 17                  | Túnez               | 0   | 0     | 1      | 1     |
| 17                  | Uzbekistán          | 0   | 0     | 1      | 1     |
| Totales (22 países) | Totales (22 países) | 12  | 12    | 12     | 36    |